# Ashes
Ashes — четвертий студійний альбом норвезького готик-метал-гурту Tristania. Реліз відбувся 1 лютого 2005.

## Список композицій
1. «Libre» — 4:30 (lyrics by Kjartan Hermansen)
2. «Equilibrium» — 5:49
3. «The Wretched» — 7:00 (lyrics by Hermansen)
4. «Cure» — 5:59
5. «Circus» — 5:09 (lyrics by Hermansen)
6. «Shadowman» — 6:31
7. «The Gate» — 6:45 (бонусний трек Діджіпаку)
8. «Endogenisis» — 7:37
9. «Bird» — 5:09 (бонусний трек Діджіпаку/jewel case)

## Чарти
| Чарт (2005)         | Місце |
| ------------------- | ----- |
| French Albums Chart | 184   |

## Учасники запису
- Вібеке Стене — жіночий вокал
- Естен Бергйой — чоловічий вокал
- Кьйотіль Інгебретсен — гроулінг, ритм-гітара, акустична гітара
- Андерс Хойвік Хідле — гітари, додатковий вокал
- Руне Естерхус — бас-гітара
- Ейнар Моен — клавіші
- Кеннет Олссон — ударні